# Билија
Билија (фр. Bilia) је насељено место у Француској у региону Корзика, у департману Јужна Корзика.
По подацима из 2011. године у општини је живело 47 становника, а густина насељености је износила 6,33 становника/km².

## Демографија
| 1962. | 1968. | 1975. | 1982. | 1990. | 2011. |
| ----- | ----- | ----- | ----- | ----- | ----- |
| 71    | 58    | 40    | 38    | 41    | 47    |